# ويليام مونرو تروتر
ويليام مونرو تروتر، والمعروف أحيانًا بمونرو تروتر فقط (7 أبريل 1872 - 7 أبريل 1934)، محرر صحفي ورجل أعمال عقارات في بوسطن، ماساتشوستس، وناشط في مجال الحقوق المدنية الأفريقية الأمريكية. عارض سياسات الإقامة العرقية التي طرحها بوكر تي واشنطن، وفي عام 1901 أسس صحيفة بوسطن غارديان، وهي صحيفة أفريقية أمريكية مستقلة استخدمها للتعبير عن تلك المعارضة. نشط في الحركات الاحتجاجية المؤيدة للحقوق المدنية خلال أول عقدين من تسعينيات القرن العشرين، وكشف عن بعض الخلافات داخل المجتمع الأفريقي الأمريكي. ساهم في تشكيل الجمعية الوطنية للنهوض بالملونين.
ولد تروتر في عائلة ميسورة الحال ونشأ في هايد بارك، ماساتشوستس. حصل على شهادات الدراسات العليا من جامعة هارفارد، وهو أول رجل ملون حصل على مفتاح جمعية فاي بيتا كابا. بدأ الانخراط في حياة النضال التي كرس لها أصوله بعد أن شهد زيادة في التمييز العنصري. انضم إلى وليام إدوارد بورغاردت دو بويز في تأسيس حركة نياغارا في عام 1905، وهو أحد رواد الجمعية الوطنية للنهوض بالملونين. غالبًا ما أثار أسلوب تروتر الخلاف، وانتهى به المطاف إلى مغادرة تلك المنظمة وتأسيس الرابطة الوطنية للمساواة في الحقوق. اعتُبرت أنشطته الاحتجاجية أحيانًا متعارضة مع أهداف الجمعية الوطنية للنهوض بالملونين.
في عام 1914، التقى ويليام بالرئيس توماس وودرو ويلسون في اجتماع حظي بتغطية إعلامية كبيرة، حيث احتج على الطرح الذي تقدم به ويلسون والمتمثل بتطبيق العزل في مكان العمل الاتحادي. في بوسطن، نجح تروتر في إيقاف إنتاج رواية أفراد العشيرة في عام 1910، لكنه لم ينجح في عام 1915 في منع عرض فيلم ذا بيرث أوف نيشن (ولادة أمّة)، الذي صور أفراد العشيرة: كو كوكس كلان على نحو إيجابي. لم يتمكن من التأثير على محادثات السلام التي عُقدت نهاية الحرب العالمية الأولى، وأصبح في السنوات اللاحقة صوت احتجاج مُهمّش. في عام 1921، في تحالف مع الكاثوليك الرومان، تمكن من حظر إعادة صنع فيلم ذا بيرث أوف نيشن. توفي في عيد ميلاده الثاني والستين ويُحتمل أنه سقط منتحرًا من منزله في بوسطن.

## نشأته وتعليمه
ويليام هو الطفل الثالث لجيمس مونرو تروتر وفرجينيا (آيزاك) تروتر، وتوفي شقيقاه الأكبر منه أثناء طفولتهما. ولد جيمس في العبودية في ميسيسيبي، إذ كانت والدة جيمس ليتيشيا مستعبدة، ووالده هو سيدها الأبيض ريتشارد تروتر. حرر ريتشارد ليتيشيا وابنها وابنتيها بعد زواجه وأُرسلوا إلى سينسيناتي، أوهايو، حيث كان هناك مجتمع حر مزدهر. عمل جيمس معلمًا، وانضم لاحقًا إلى صفوف مجندي القوات الملونة الأمريكية أثناء الحرب الأهلية الأمريكية، وكان أول رجل ملون يجري ترقيته إلى رتبة ملازم في الفوج الخامس والخمسين من مشاة متطوعي ماساتشوستس (ذوي البشرة الملونة).
ولدت فرجينيا آيزاك، وهي أيضًا مختلطة العرق، حرة في عام 1842 في أوهايو أو فرجينيا. ولدت والدتها آن إليزابيث فوسيت في العبودية في مونتيسيلو، وهي ابنة جوزيف فوسيت وإديث هيرن فوسيت، وحفيدة إليزابيث هيمنغز الكبرى. كان والد فرجينيا، تاكر آيزاك، حرًا من ذوي البشرة الملونة. انتقلت العائلة إلى تشيليكوث في ولاية أوهايو الحرة، حيث نشأت فرجينيا في مجتمع مزدهر من أصحاب البشرة السوداء. التقت هناك بجيمس تروتر وتزوجته.
بعد فترة وجيزة من الحرب الأهلية، انتقل آل تروتر من أوهايو واستقروا في بوسطن، ماساتشوستس. بعد وفاة طفليهما صغارًا، عادوا إلى مزرعة آيزاك التي امتلكها والدا فرجينيا، حيث أنجبا ابنهما ويليام مونرو تروتر في 7 أبريل 1872. عندما كان عمره سبعة أشهر، انتقلت العائلة مرة أخرى إلى بوسطن، حيث استقروا في الطرف الجنوبي، بعيًدا عن بيكون هيل، الجانب الغربي الذي كان مأهولًا بالسكان الأمريكيين الأفارقة. انتقلت العائلة لاحقًا إلى ضواحي هايد بارك، وهو حي يسكنه ذوي البشرة البيضاء. أنجب آل تروتر فتاتين كذلك.
اجتاز والد ويليام العديد من العقبات التي واجهته، ولكنه كان محبطًا في كثير من الأحيان في محاولاته للحصول على معاملة متساوية أو الإنصاف. أثناء خدمته في جيش الاتحاد، احتج على عدم المساواة في الأجور بين ذوي البشرة السوداء والبيضاء. في بوسطن، كان أول رجل ملون يُوظّف في وزارة البريد (حاليًا، الخدمة البريدية للولايات المتحدة)، وهو العمل الذي تركه بعد تجاهل ترقيته بسبب سياسة الحكومة الفيدرالية التمييزية التي يقودها الجمهوريون. كان والد ويليام من كبار الديمقراطيين الأفارقة الأمريكيين في نيو إنجلاند. دعم غروفر كليفلاند لمنصب الرئيس، وكوفئ في عام 1886 عندما عينه كليفلاند موظف التسجيل العقاري لمقاطعة كولومبيا، وهو أعلى منصب فيدرالي شغله الرجال السود آنذاك. شغل هذا المنصب كذلك رجلان بارزان في تلك الفترة من ذوي البشرة الملونة، هما فريدريك دوغلاس والسيناتور بلانش كيلسو بروس. كانت الوظيفة مجزية، وازدهرت عائلة تروتر.
نشأ ويليام تروتر (غالبًا ما أُطلق عليه اسمه الأوسط «مونرو») في هذه البيئة، وجرى تقديمه إلى أرشيبالد هينري غريمكي، وهو ناشط سياسي أمريكي أفريقي عاش أيضًا في هايد بارك. كان متفوقًا في المدرسة، وتخرج من مدرسة هايد بارك الثانوية التي كان طلابها من ذوي البشرة البيضاء، وكان متفوقًا ورئيسًا لصفه في المدرسة الثانوية. انتقل للدراسة في جامعة هارفارد، حيث استمر في التفوق أكاديميًا. حصل على منحة دراسية بعد وفاة والده، وهو أول رجل ملون يحصل على مفتاح جمعية فاي بيتا كابا في هارفارد. حصل على درجة البكالوريوس بدرجة الشرف في عام 1895 والماجستير في عام 1896، وعمل في العديد من الوظائف ليتمكن من دفع مصاريفه الدراسية.
خلال الأعوام التي قضاها في هارفارد، اكتسب عادات حافظ عليها معظم حياته. نظم رابطة الامتناع التام وقادها، وهي منظمة لضبط النفس؛ إذ كان مقلعًا عن شرب الكحول. نشط في الكنيسة المعمدانية، حيث فكّر جليًا بأن يصبح وزيرًا.

## زواجه وعائلته
بعد تخرجه، انخرط تروتر في نخبة مجتمع الزنوج في بوسطن، الذي كان عدد من أسلاف أعضائه أحرارًا قبل الحرب الأهلية. انتمى إلى مجتمع أدبي حصري عُقدت اجتماعاته في كامبريدج في منزل الأكاديمية ماريا بالدوين. في 27 يونيو 1899، تزوج تروتر بجيرالدين لويز (ديني) بينديل (3 أكتوبر 1872 - 8 أكتوبر 1918)، التي انحدرت من عائلة ناشطة أخرى. تعرف عليها منذ طفولته، وساعدته طوال حياته المهنية إلى أن توفت بوباء الإنفلونزا الإسبانية عام 1918، ولم ينجب الزوجان أطفالًا.

## بداية مسيرته المهنية
بدأت مهنة تروتر بداية مؤسفة، إذ فشل في محاولاته الأولى في الحصول على وظائف في شركات مصرفية وعقارية، ما أدى به إلى العمل في وظائف الأعمال الكتابية قليلة الأجر. في نهاية المطاف، حصل على وظيفة في شركة عقارية يملكها البيض في عام 1898، لكنه قرر في العام التالي افتتاح أعماله التجارية الخاصة ببيع التأمين والسمسرة في الرهن العقاري. لم يكن نشطًا على نحو خاص في الدفاع عن الحقوق المدنية أثناء هذه الأعوام، على الرغم من أنه امتلك آراء قوية بشأن المساواة العرقية والتي تجلت في وثيقة كتبها عام 1899 دعا فيها الأمريكيين الأفارقة إلى طلب الالتحاق بمؤسسات التعليم العالي. (شاع آنذاك توجيه الأمريكيين الأفارقة إلى برامج التدريب الصناعي بعيدًا عن فرص التعليم العالي). كان عمل تروتر ناجحًا نسبيًا، وتمكن من شراء ممتلكات استثمارية.
ازداد انزعاج تروتر بسبب ما اعتبره سياسات الإقامة العرقية لبوكر تي واشنطن، أحد الشخصيات الأفريقية الأمريكية الرائدة في تسعينيات القرن التاسع عشر ومؤسس معهد توسكيجي. جُسّدت سياسات واشنطن في تسوية أتلانتا، والتي وردت في خطاب ألقاه في عام 1895 في أتلانتا، جورجيا. ذكر واشنطن في خطابه أن الأمريكيين الأفارقة من الجنوب لا ينبغي لهم أن يطالبوا بحقوقهم السياسية (مثل الحق في التصويت والمعاملة المتساوية بموجب القانون) طالما أُتيحت لهم الفرص الاقتصادية والحقوق الأساسية للإجراءات القانونية الواجبة. نشط واشنطن في الترويج لفكرة أن الأمريكيين الأفارقة، بمجرد أن يبرهنوا أنهم أعضاء منتجين في المجتمع، سيُمنحون حقوقهم السياسية الكاملة. اختلف تروتر وغريمكي ودي بويز وغيرهم من الراديكاليين الشماليين مع هذه الأفكار، زاعمين أنه يجب على الأمريكيين الأفارقة أن يطالبوا بالمساواة في المعاملة والحقوق الدستورية الكاملة، لأن فعل ذلك من شأنه أن يعود بفوائد أخرى. بحلول مطلع القرن، لم يتمكن الأمريكيون من أصل أفريقي في الجنوب من التصويت بسبب العنف الذي نشب حول الانتخابات والقيود المفروضة على قواعد تسجيل الأصوات والتعديلات الدستورية أو الدساتير الجديدة في الولايات الجنوبية.
على الرغم من أن الحياة في بوسطن كانت متجانسة نسبيًا إذا ما قورنت بأجزاء أخرى من البلاد، رأى تروتر وآخرون أن موقف واشنطن من شأنه أن يؤدي إلى زيادة المواقف العنصرية الجنوبية في المدينة. كتب تروتر «تقع الإدانة على عاتقي»، وأن نجاحاته في مجال الأعمال التجارية قد تتعرض للخطر «في حال انتشرت الضغينة العنصرية والاضطهاد والتمييز العام ضد الملونين من الجنوب وأسفر ذلك عن تسلسل طبقي يميز الأشخاص حسب لونهم.»